# Son Wan-ho
Son Wan-ho (Hangul: 손완호) (Changwon, 17 mei 1988) is een Zuid-Koreaanse badmintonspeler.

## Carrière
Son nam deel aan de discipline enkel op de Olympische Zomerspelen 2012. Hij nam ook deel aan de Olympische Zomerspelen 2016 in Rio, maar werd in de kwartfinale verslagen door de Chinese Chen Long. Hij speelt voornamelijk defensief en hij begon badminton te spelen nadat een leerkracht op de lagere school hem dat had voorgesteld. Hij heeft een bachelordiploma van de Inha University in Incheon, Zuid-Korea. In 2017 hielp hij het Koreaanse nationale team de finale te halen in de Sudirman Cup en won dat toernooi. Hij is getrouwd met zijn landgenote badmintonster Sung Ji-hyun.

## Prestaties

### BWF Wereldkampioenschappen
Mannen enkel
| Jaar | Plaats                             | Tegenstander | Score        | Resultaat |
| ---- | ---------------------------------- | ------------ | ------------ | --------- |
| 2017 | Emirates Arena, Glasgow, Schotland | Lin Dan      | 17–21, 14–21 | Brons     |

### Zomer Universiade
Mannen enkel
| Jaar | Plaats                                                   | Tegenstander   | Score               | Resultaat |
| ---- | -------------------------------------------------------- | -------------- | ------------------- | --------- |
| 2015 | Hwasun Hanium Culture Sports Center, Hwasun, South Korea | Jeon Hyeok-jin | 20–22, 21–13, 17–21 | Zilver    |

### BWF Superseries
The BWF Superseries, gelanceerd op 14 december 2006 en ingevoerd in 2007, is een reeks van elite badminton toernooien, goedgekeurd door de Badminton World Federation (BWF). BWF Superseries bevat twee levels: BWF Superseries en BWF Superseries Premier. Een seizoen van Superseries bevat twaalf toernooien over de hele wereld, die geïntroduceerd werden in 2011. Succesvolle speler worden uitgenodigd voor de Superseries Finals op het einde van het jaar.
Mannen enkel
| Jaar | Toernooi       | Tegenstander             | Score               | Resultaat |
| ---- | -------------- | ------------------------ | ------------------- | --------- |
| 2016 | Denmark Open   | Tanongsak Saensomboonsuk | 13-21, 21-23        | 2e plaats |
| 2016 | Korea Open     | Qiao Bin                 | 11-21, 23-21, 7-21  | 2e plaats |
| 2016 | Singapore Open | Sony Dwi Kuncoro         | 16-21, 21-13, 14-21 | 2e plaats |
| 2014 | Hong Kong Open | Chen Long                | 21–19, 21–16        | Winnaar   |
| 2014 | Denmark Open   | Chen Long                | 19-21, 22-24        | 2e plaats |
| 2012 | China Masters  | Wang Zhengming           | 21-11, 14-21, 22-24 | 2e plaats |
| 2012 | India Open     | Lee Chong Wei            | 21-18, 14-21, 21-19 | Winnaar   |

■ BWF Superseries Finals toernooi
■ BWF Superseries Premier toernooi
■ BWF Superseries toernooi

### BWF Grand Prix
De BWF Grand Prix bestaat uit twee levels: de Grand Prix en de Grand Prix Gold. Het is een reeks van badminton toernooien, goedgekeurd door de Badminton World Federation (BWF) sinds 2007
Mannen enkel
| Jaar | Toernooi            | Tegenstander     | Score              | Resultaat |
| ---- | ------------------- | ---------------- | ------------------ | --------- |
| 2016 | Korea Masters       | Liew Daren       | 21–13, 21–16       | Winnaar   |
| 2013 | Vietnam Open        | Tan Chun Seang   | 21-14, 21-9        | Winnaar   |
| 2013 | Macau Open          | Hsueh Hsuan-yi   | 21-11, 21-15       | Winnaar   |
| 2013 | Chinese Taipei Open | Nguyễn Tiến Minh | 19-21, 21-9, 21-18 | Winnaar   |
| 2011 | Korea Masters       | Lee Hyun-il      | 18-21, 16-21       | 2e plaats |
| 2010 | Chinese Taipei Open | Simon Santoso    | 14-21, 11-21       | 2e plaats |

■ BWF Grand Prix Gold toernooi
■ BWF Grand Prix toernooi

### BWF International Challenge/Series
Mannen enkel
| Jaar | Toernooi            | Tegenstander | Score               | Resultaat |
| ---- | ------------------- | ------------ | ------------------- | --------- |
| 2009 | Osaka International | Lee Cheol-ho | 21-19, 11-21, 11-21 | 2e plaats |

■ BWF International Challenge toernooi
■ BWF International Series toernooi